# Solness le constructeur
Solness le constructeur (Bygmester Solness) est une pièce de théâtre en trois actes d'Henrik Ibsen publiée en 1892. Une lecture publique eut lieu le 7 décembre 1892 au Théâtre Royal de Haymarket de Londres, puis la pièce fut créée le 19 janvier 1893 au théâtre Lessing de Berlin. C'est le premier opus de la tétralogie finale d’Ibsen : Solness le constructeur (1892), Petit Eyolf (1893), John Gabriel Borkman (1896) et Quand nous nous réveillerons d'entre les morts (1899).
La pièce est écrite par un dramaturge âgé au sommet de sa gloire qui revient dans son pays après vingt-sept ans d’exil. Comme son personnage, il est à l’heure du bilan
Aurélien Lugné-Poë créa la pièce en France en avril 1894 au Théâtre des Bouffes du Nord.

## Résumé
Halvard Solness est un architecte qui rejette cette appellation banale pour s'intituler « Constructeur ». Homme vieillissant qui a construit des églises, issu d'un milieu pieux, puis après un drame, l'incendie de la maison de sa femme suivi de la mort de leurs deux jumeaux, ne construit plus que des maisons familiales. Arrivent des jeunes architectes, l'esprit foisonnant d'idées, qui veulent tirer Solness de sa torpeur. Veulent-ils prendre sa place ? Sans doute. Mais ils sont aussi fascinés par ce personnage qui se dit malade et qui pourtant aime les jeunes femmes qui sont attirées, voire aimantées par lui. 
Las, Solness souffre de vertige – bien que, dix ans plus tôt, il montât au sommet des églises qu'il bâtissait. 
Deux générations s'affrontent et se plaisent dans le miroir de l'autre. La femme, meurtrie, soumise, exécute les ordres de son époux qui héberge ces jeunes dans les chambres d'enfants. 
Le maître de céans a le projet de reconstruire la maison incendiée. La femme, lucide, sait que ce sera troquer une prison pour une autre. 
Solness veut être libre comme Dieu... mais il n'est pas Dieu. Il finit triste et tombe du haut d'une tour.

## Personnages
- Halvard Solness, maître-constructeur
- Madame Aline Solness, sa femme
- Docteur Herdal, médecin de famille
- Knut Brovik, assistant de Solness
- Ragnar Brovik, fils de Knut Brovik
- Kaja Fosli, nièce de Knut Brovik
- Mademoiselle Hilde Wangel

## Mises en scène en France
- 1894 : mise en scène Aurélien Lugné-Poë, Théâtre des Bouffes du Nord[1]
- 1943 : mise en scène Marcel Herrand, Théâtre des Mathurins[2]
- 1973 : mise en scène Yves Rifaux, Théâtre de l'Echange[3]
- 1977 : mise en scène Pierre Sala, Bio-Théâtre[4]
- 1993 : mise en scène Jean-Claude Amyl, Théâtre 13[5]
- 1994 : mise en scène Eloi Recoing, Théâtre de la Commune[6]
- 2001 : mise en scène Michel Dubois, Nouveau Théâtre d'Angers[7]
- 2003 : mise en scène Sandrine Anglade, Théâtre de l'Athénée-Louis-Jouvet[8]
- 2010 : mise en scène Hans-Peter Cloos, Théâtre Hébertot, avec Jacques Weber, Mélanie Doutey et Édith Scob[9]
- 2012 : mise en scène Jean-Christophe Blondel, Le Quai des Arts[10]
- 2012 : mise en scène Philippe Mentha, Théâtre Kléber-Méleau[11]
- 2012-2013 : mise en scène Jean-Christophe Blondel, en tournée avec Valérie Blanchon, Jean-Luc Cappozzo, Claire Chastel (JTN), Benjamin Duboc, Philippe Hottier, Eléonore Joncquez, Michel Melki[12]
- 2013 : mise en scène Alain Françon, Théâtre national de la Colline avec Wladimir Yordanoff[13]
- 2017 : mise en scène Jacques Bachelier, Théâtre du Cube noir[14]
- 2018 : mise en scène Jean-Luc Jeener, Théâtre du Nord-Ouest[15]

## Adaptation
- 2015 : Solness, téléfilm allemand de Michael Klette (de)[16],[17]